# In Operation
| Recensione | Giudizio |
| ---------- | -------- |
| Q          |          |

In Operation è un album remix del gruppo musicale alternative rock Hard-Fi. È arrivato 62º nella Official Albums Chart.

## Tracce

### DVD
Live at the Astoria
1. Middle Eastern Holiday
2. Gotta Reason
3. Unnecessary Trouble
4. Better Do Better
5. Tied Up Too Tight
6. Feltham Is Singing Out
7. You and Me
8. Seven Nation Army
9. Cash Machine
10. Hard to Beat
11. Move on Now
12. Stars of CCTV
13. Living for the Weekend

The CCTV Videos
1. Cash Machine (Version 1)
2. Cash Machine (Version 2)
3. Cash Machine (sul set)
4. Tied Up Too Tight
5. Hard to Beat
6. Hard to Beat (sul set)
7. Living for the Weekend
8. Living for the Weekend (sul set)
9. Better Do Better
10. Better Do Better (sul set)

### CD
CCTVersions
1. Cash Machine (Roots Manuva dub remix) – 2:31
2. Cash Converter (dub machine part 2, Wrongtom remix) – 3:43
3. Better Dub Better (Wolsey White Dub, Gran Turismo remix) – 5:02
4. Middle Eastern Holiday (Wrongtom Meets the Rockers East of Medina Dub) – 4:52
5. Living for the Weekend (Wolsey White & Fred Dub, Gran Turismo remix) – 2:10
6. Seven Nation Army – 3:55 (Jack White)
7. Dub of CCTV (Gran Turismo remix) – 3:29
8. Better Do Better (Wrongtom Wild Inna 81 version) – 3:14
9. Dubbed Up Too Tight (Wrongtom remix) – 3:20
10. Move on Dub (Wrongtom remix) – 4:18

## Formazione
- Richard Archer - voce e chitarra
- Ross Phillips - voce e chitarra
- Kai Stephens - basso
- Steve Kemp - batteria
- Jon Brooks - trombone (in Dub of CCTV)